# Francisco Atanasio Domínguez

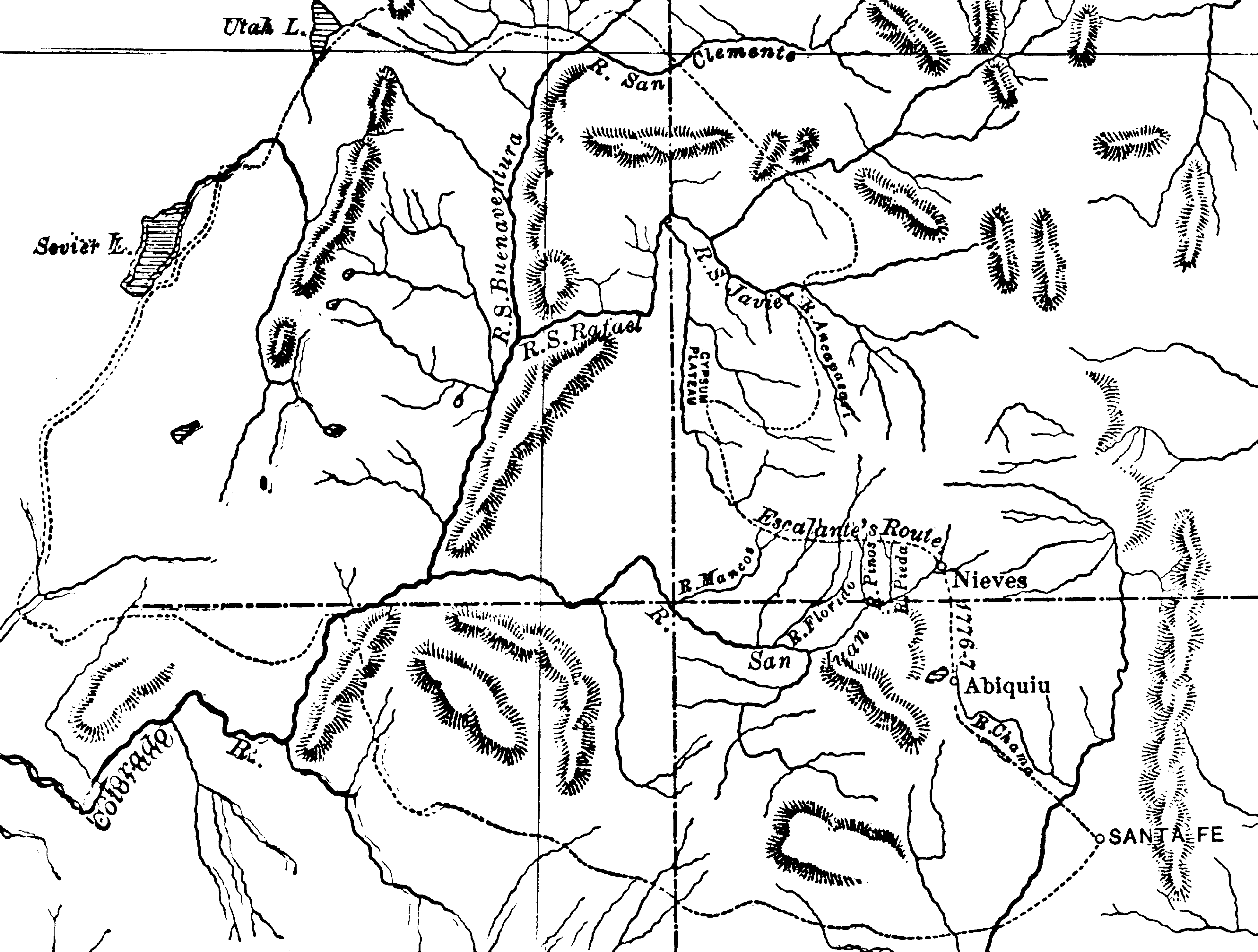
Mapa de la Ruta de Santa Fe

Francisco Atanasio Dominguez (Ciutat de Mèxic 1740 – San Elizario, vora El Paso, 1803) fou un sacerdot franciscà, missioner i explorador mexicà.

## Biografia
Va ingressar al convent de San Cosme de l'Orde franciscana en 1753, i en 1757 va ingressar a l'orde, amb 17 anys. El 1776 fou enviat a Nou Mèxic com a supervisor per inspeccionar les missions al llarg de la ruta de Santa Fe (Nou Mèxic). També li fou assignada la tasca d'acompanyant del frare Silvestre Vélez de Escalante i del cartògraf Bernardo Miera Pacheco per a organitzar i encapçalar una expedició d'avançada missionera a Monterrey (Califòrnia) durant la qual travessa el Gran Canyó per la zona del que avui és el Parc Nacional Zion i on fou un dels primers homes blancs en travessar l'Estat de Utah. Aquest grup se'l coneix com l'Expedició de Domínguez i Escalante.
En el seu retorn a Santa Fe (Nou Mèxic) i Ciutat de Mèxic en 1777 Domínguez va remetre als seus superiors franciscans una crònica força crítica amb l'administració de les missions de Nou Mèxic. Les seves observacions li portaren la pèrdua de confiança de la jerarquia franciscana, raó per la fou enviat a una missió perduda al nord de Mèxic, als presidis de Nova Biscaia, on va morir el 1803.
Malgrat que l'expedició d'Escalante fracassà en el seu intent d'arribar a Califòrnia, aportà el coneixement de noves terres inexplorades de l'actual Utah.